# Włodzimierz Kotoński
Włodzimierz Kotoński (født 23. august 1925 i Warsawa, Polen - død 4. september 2014) var en polsk komponist, lærer, pianist og forfatter.
Kotoński studerede komposition og klaver på Fryderik Chopin Universitetet (1951). Han har skrevet 2 symfonier, orkesterværker, kammermusik, koncertmusik, elektroniskmusik, en strygekvartet, solostykker for mange instrumenter etc. Kotoński blev lærer i komposition på Frédéric Chopin Musikkonservatoriet i Warsawa (1976), og var den første polske komponist der skrev en bog om elektronisk musik, som han også underviste i på konservatoriet. I årene (1974–1976) var han chefmusikredaktør ved Den Polske Radio.

## Udvalgte værker
- Symfoni nr. 1 (1995) - for orkester
- Symfoni nr. 2 (2001) - for orkester
- Digtning (1949) - for orkester
- Violinkoncert (1996) - for violin og orkester
- Klarinetkoncert (2002-2003) - for klarinet og orkester
- Koncert (1994) - for elguitar og 11 instrumenter
- Strygekvartet nr. 1 (2002)